# Murder at Yellowstone City
Pour plus de détails, voir Fiche technique et Distribution.
Murder at Yellowstone City est un film américain réalisé par Richard Gray et sorti en 2022.

## Synopsis
La ville de Yellowstone City dans le Montana, autrefois paisible, est aujourd'hui marquée par la ruée vers l'or. C'est dans ce contexte qu'un orpailleur est assassiné. Le shérif local, Jim Ambrose suspecte alors un nouveau venu : l'ancien esclave Cicero. Alors que son innocence sera peu à peu prouvée, le mystère demeure sur l'identité du meurtrier et toute la ville est en danger.

## Fiche technique
Sauf indication contraire, les informations mentionnées dans cette section peuvent être confirmées par la base de données cinématographiques IMDb,  présente dans la section « Liens externes ».
- Titre original : Murder at Yellowstone City
- Titre de travail : Murder at Emigrant Gulch
- Réalisation : Richard Gray
- Scénario : Eric Belgau
- Musique : Mel Elias et Armando Ortega
- Direction artistique : Laura Lovo
- Décors : Tessla Hastings
- Costumes : Vicki Hales
- Photographie : John Garrett
- Montage : Joe Mitacek
- Production : Kelly Frazier, Richard Gray, Ibrahim Hamdan, Robert Menzies et Lisa Wolofsky
- Sociétés de production : Yellowstone Film Ranch et Renegade Entertainment
- Société de distribution : RLJ Entertainment (États-Unis)
- Budget : n/a
- Pays de production :  États-Unis
- Langue originale : anglais
- Format : couleur
- Genre : western
- Durée : 127 minutes
- Dates de sortie[1] :
  - États-Unis : 24 juin 2022
  - France : 29 décembre 2022 (Diffusion sur Canal+)

## Distribution
- Isaiah Mustafa (VF : Gilles Morvan) : Cicero
- Gabriel Byrne (VF : Marc Fayet) : le shérif Jim Ambrose
- Thomas Jane (VF : Guillaume Orsat) : Thaddeus Murphy
- Richard Dreyfuss (VF : Patrick Noérie) : Edgar Blake
- Nat Wolff : Jimmy Ambrose, Jr.
- Anna Camp (VF : Isabelle Volpé) : Alice Murphy
- Aimee Garcia (VF : Pascale Chemin) : Isabel Santos
- Zach McGowan (VF : Jérôme Pauwels) : Robert Dunnigan
- Scottie Thompson (VF : Ingrid Donnadieu) : Emma Dunnigan
- Emma Kenney (VF : Bérangère Rochet) : Rebecca Davies
- Tanaya Beatty (VF : Frédérique Marlot) : Violet Running Horse
- John Ales (VF : Fabrice Lelyon) : Mickey O'Hare
- Lew Temple (VF : Christophe Seugnet) : David Harding
- Lia Marie Johnson : Eugenia Martin
- Isabella Ruby : Josephine Wright
- Danny Bohnen (VF : Frédéric Popovic) : Marcus O'Sullivan

## Production
Le tournage débute en mai 2021 dans le Montana,. Il a notamment lieu dans la Paradise Valley (en).
Lors du Marché du film de Cannes 2021, la participation de plusieurs acteurs est révélée et il est annoncé que les prises de vues sont terminées.

## Sortie et accueil
Sur l’agrégateur de critiques Rotten Tomatoes, il n'obtient que 24% d'avis favorables pour 21 critiques et une note moyenne de 4,9⁄10. Sur Metacritic, il obtient une note moyenne de 45⁄100 pour 6 critiques.